# Кострово (Великолукский район)
Кострово — деревня в Великолукском районе Псковской области России. Входит в состав сельского поселения «Черпесская волость».
Расположена на левом берегу реки Ловать, в 53 км к северу от райцентра Великие Луки и в 18 км к югу от райцентра, деревни Черпесса.

## Население
Численность населения деревни по состоянию на 2000 год составила 57 жителей, на 2010 год — 37 жителей.